# Rino Fisichella
Rino Fisichella (właśc. Salvatore Fischella; ur. 25 sierpnia 1951 w Codogno) – włoski duchowny rzymskokatolicki, doktor nauk 
teologicznych, arcybiskup, biskup pomocniczy rzymski w latach 1998–2002, rektor Papieskiego Uniwersytetu Laterańskiego w latach 2002–2008, przewodniczący Papieskiej Akademii Życia w latach 2008–2010, przewodniczący Papieskiej Rady ds. Nowej Ewangelizacji w latach 2010–2022, pro-prefekt Dykasterii ds. Ewangelizacji od 2022.

## Życiorys

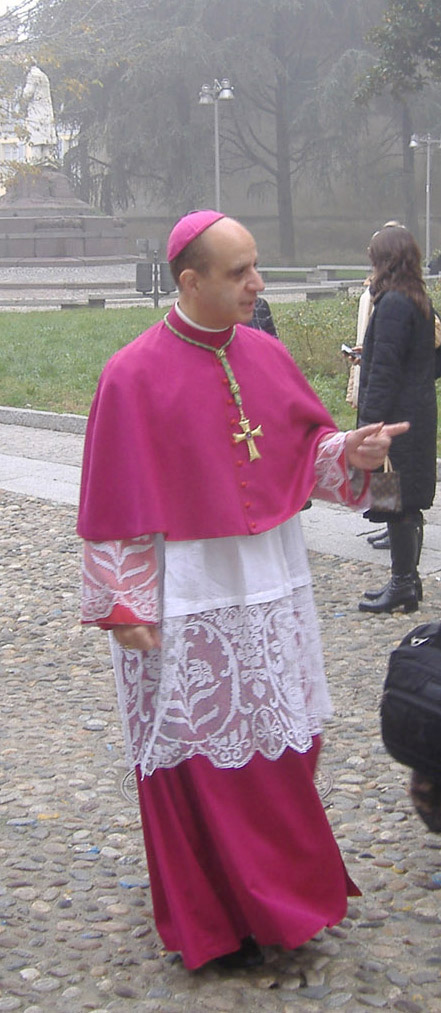
Rino Fisichella, w Lodi, 2006.

Jest specjalistą od teologii Hansa Urs von Balthasara. Wykładał m.in. na Papieskim Uniwersytecie Laterańskim, którego został rektorem w 2002 r.
W 1998 został mianowany biskupem przez Jana Pawła II.
. 

### Papieska Akademia Życia
W 2008 r. został przewodniczącym Papieskiej Akademii Życia.
Fisichella nie zgodził się z kard. Giovannim Battistą Re na temat ekskomuniki w sprawie aborcji dokonanej na 9-letniej matce w Brazylii, gdzie matka i lekarze biorący udział w zabiegu zostali ekskomunikowani z Kościoła na podstawie kanonu 1398 Kodeksu Prawa Kanonicznego. 
Późniejszy list napisany przez Kongregację Nauki Wiary podkreślił, że nauczanie Kościoła w sprawie aborcji nie zmieniło się.

### Papieska Rada ds. Nowej Ewangelizacji
30 czerwca 2010 Benedykt XVI mianował arcybiskupa Fisichellę przewodniczącym nowej dykasterii: Papieskiej Rady ds. Nowej Ewangelizacji. Ma ona zajmować się ewangelizacją obszarów, które uległy sekularyzacji.
W związku z reformą Kurii Rzymskiej ogłoszoną w konstytucji apostolskiej Praedicate Evangelium z dniem 5 czerwca 2022 Papieska Rada ds. Nowej Ewangelizacji została zniesiona i połączona z Kongregacją ds. Ewangelizacji Narodów tworząc Dykasterię ds. Ewangelizacji. Tym samym Fisichella zakończył przewodniczenie Radzie.